# 2015-16 no futebol português
Em 2015–16 no futebol português, foram organizadas as seguintes principais competições: Primeira Liga, Segunda Liga, Taça de Portugal, Taça da Liga, Supertaça Cândido de Oliveira.

## Títulos
- Primeira Liga – SL Benfica[1][2]
- Segunda Liga – Porto B[3]
- Taça de Portugal – Braga
- Taça da Liga – Benfica
- Supertaça Cândido de Oliveira – Sporting